# Deh Now-e Marāgh
Deh Now-e Marāgh (persiska: دِه نُوی مَراغ, دِهنُو مَرَغ, ده نو مراغ) är en ort i Iran.   Den ligger i provinsen Hormozgan, i den södra delen av landet, 1 000 km söder om huvudstaden Teheran. Deh Now-e Marāgh ligger 47 meter över havet och antalet invånare är 163.
Terrängen runt Deh Now-e Marāgh är varierad. Runt Deh Now-e Marāgh är det glesbefolkat, med 11 invånare per kvadratkilometer. Närmaste större samhälle är Bandar-e Chārak, 13,3 km söder om Deh Now-e Marāgh. Trakten runt Deh Now-e Marāgh är ofruktbar med lite eller ingen växtlighet.